# Ray Bradbury
Ray Douglas Bradbury (n. 22 august 1920, Waukegan, Illinois – d. 5 iunie 2012, Los Angeles, California) a fost un scriitor american de romane SF, fantasy, horror și mister.
Este cel mai bine cunoscut pentru romanele 451º Fahrenheit și Cronicile marțiene. Operele sale au fost adaptate în peste 20 de filme și show-uri.

## Biografie

### Tinerețea

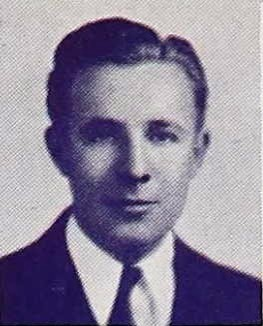
Bradbury în 1938, la absolvirea liceului.

Bradbury s-a născut în 1920 în Waukegan, Illinois, ca fiu al lui Esther (Moberg) Bradbury, o imigrantă suedeză, și Leonard Spaulding Bradbury, un montor de linii telefonice cu origini britanice. Al doilea prenume, "Douglas", l-a primit după actorul Douglas Fairbanks.
Ray Bradbury a fost înconjurat de o familie mare și iubitoare în timpul copilăriei petrecute în Waukegan, această perioadă constituind piatra de temelie a povestirilor sale. În ficțiunile sale, Waukegan-ul anilor '20 avea să devină "Green Town," Illinois, un simbol al siguranței și al sentimentului de ”acasă” folosit deseori ca și element de contrast al poveștilor fantastice și pline de pericole. El a servit pe post de cadru pentru acțiunea din Dandelion Wine, Something Wicked This Way Comes și Farewell Summer. În Green Town, unchiul preferat al lui Bradbury are aripi, carnavalurile itinerante ascund puteri supranaturale, iar bunicii săi îl cazează pe Charles Dickens. Poate că folosirea cea mai elocventă a acestui pseudonim pentru orașul natal în culegerea de povestiri și schițe despre Green Town, Summer Morning, Summer Night, reprezintă modul în care Bradbury vrea să descrie dispariția rapidă a orășelelor mici americane, unde își avea el rădăcinile.
Între 1926 și 1933, familia Bradbury a schimbat constant domiciliul între Waukegan și Tucson, Arizona. În 1931, la unsprezece ani, tânărul Ray a început să scrie povestiri și, deoarece țara trecea prin Marea criză economică, a folosit uneori hârtie de împachetat. În 1934, familia Bradbury s-a mutat la Los Angeles, California.
Bradbury era înrudit cu Douglas Spaulding, care a studiat intens opera lui Shakespeare și era un urmaș al lui Mary Bradbury, femeie judecată în 1692 în cadrul Proceselor vrăjitoarelor din Salem.

## Influențe

### Hollywood
Familia Bradbury a locuit în Tucson, Arizona între 1926–1927 și 1932–1933 condiționată de angajamentele tatălui, revenind de fiecare dată în Waukegan. În cele din urmă s-a stabilit la Los Angeles în 1934, pe când Ray avea 14 ani. Familia a sosit acolo cu doar 40 de dolari în buzunar, cu care și-au plătit chiria și mâncarea până când tatăl și-a găsit de lucru în confecționarea de cabluri pentru o companie de profil, slujbă remunerată cu 14$ pe săptămână. Având suport financiar, familia și-a permis să rămână acolo, spre marea încântare a tănârului Ray, îndrăgostit de Hollywood.
Familia a locuit la patru cvartale distanță de Uptown Theater de pe Western Avenue, teatrul simbol al celor de la MGM și Fox. Acolo, Bradbury a învățat cum să se furișeze și să se uite la premiere aproape în fiecare săptămână. El a bătut pe role locul acela și întreg orașul, în ceea ce el a numit "goana după autografele vedetelor de cinema. A fost extraordinar." Printre aceste vedete, tânărul Bradbury a fost încântat să îi întâlnească pe Norma Shearer, Stan și Bran și Ronald Colman. Uneori își petrecea întreaga zi în fața sediilor Paramount Pictures sau Columbia Pictures, apoi patina până la Brown Derby pentru a urmări vedetele care veneau să ia masa acolo. Își amintește că i-a văzut acolo pe Cary Grant, Marlene Dietrich și Mae West, despre care aflase că veneau regulat în fiecare vineri seara.

### Literatură
Bradbury și-a petrecut tinerețea citind și scriind, spunând de mic că va urma "una dintre arte". În afara scrisului, el a fost preocupat de desen și actorie.
În 1932, una dintre primele influențe asupra lui Bradbury a devenit Edgar Allan Poe. La doisprezece ani tânărul a început să scrie povestiri horror, încercând să îl imite pe Poe până în jurul vârstei de optsprezece ani. La vremea aceea, printre preferințele sale se mai numărau Edgar Rice Burroughs cu seria sa despre John Carter și benzile desenate. Bradbury Obișnuia să asculte spectacolul radiofonic Chandu the Magician și, după terminarea emisiunii, se așeza la masă și scria întregul scenariu din memorie.
În tinerețe și-a petrecut mulți ani în Biblioteca Carnegie din Waukegan, citind autori ca H.G. Wells, Jules Verne și Edgar Rice Burroughs. I-a plăcut atât de mult a treia carte din seria Barsoom a lui Burroughs, The Warlord of Mars, încât la 12 ani a scris propria continuare. Pasionat de benzile desenate, îi plăcea să realizeze ilustrații, scriind și desenând aventuri ale lui Tarzan.
La șaptesprezece ani, Bradbury citea povestirile publicate în Astounding Science Fiction, fiind atras în mod deosebit de scrierile lui Robert Heinlein, Arthur C. Clarke și de textele de început ale lui Theodore Sturgeon și A. E. van Vogt. Cu toate acestea, el afirmă că influențele sale majore SF au fost H.G. Wells și Jules Verne, despre cel din urmă afirmând: "El își imaginează că ființa umană trece prin situații neobișnuită într-o lume neobișnuită și crede că putem izbândi printr-un comportament etic."

În jurul vârstei de douăzeci de ani, Bradbury a renunțat să mai citească literatură de gen și s-a deschis către alte genuri, citindu-i printre alții pe Alexander Pope și John Donne.
În copilărie, o mătușă îi citea povestiri scurte, pe care le-a folosit ulterior în creionarea cadrului romanului Something Wicked This Way Comes și în descrierea localității Waukegan ca "Green Town" în unele romane semi-autobiografice - Dandelion Wine, Farewell Summer - precum și în multe povestiri.
Obișnuința de a scrie zilnic o pune pe seama a două incidente. Primul, petrecut pe când avea trei ani, a fost cel în care mama sa l-a dus să vadă reprezentația lui Lon Chaney în filmul The Hunchback of Notre Dame. Al doilea s-a petrecut în 1932, când un anume Mr. Electrico l-a atins pe nas pe tânăr cu o sabie electrificată în timpul unui carnaval, făcându-i părul să se ridice și strigând: "Trăiește veșnic!" Bradbury își amintește: "Am simțit că întâlnirea cu Mr. Electrico a produs ceva ciudat și minunat... [mi-]a dat un viitor... Am început să scriu și am făcut asta în fiecare zi timp de 69 de ani." Ia vârsta aceea a început Bradbury să facă primele numere de iluzionism, care îi plăceau la nebunie. Dacă nu ar fi descoperit scrisul, ar fi devenit magician.
Bradbury pretindea că influențele asupra sa au fost variate, relatând despre discuții pe care le-ar fi purtat cu poeții și scriitorii săi preferați Robert Frost, William Shakespeare, John Steinbeck, Aldous Huxley și Thomas Wolfe. De la Steinbeck ar fi învățat "cum se scrie obiectiv, privind totuși în interior fără a face prea multe comentarii de prisos". A studiat-o pe Eudora Welty pentru "remarcabila abilitate de a crea atmosferă, personaje și mișcare într-un singur rând". Printre autorii preferați ai tinereții sale se numără și Katherine Anne Porter - care a scris despre Sudul American, Edith Wharton și Jessamyn West.
Când a fost întrebat la un moment dat de unde vine puterea lirică a prozei sale, Bradbury a răspuns: "Din lecturarea atât de multor poezii în fiecare zi a vieții mele. Scriitorii mei preferați au fost cei care au spus lucrurile așa cum trebuie".
În liceu, Ray Bradbury a activat atât în clubul de poezie, cât și în cel dramatic, fără a renunța la planurile de a deveni actor, dar dedicându-se tot mai mult scrisului pe măsura înaintării în vârstă. El a absolvit Los Angeles High School, unde a urmat cursurile de poezie cu Snow Longley Housh, iar cele de proză scurtă cu Jeannet Johnson. Profesorii i-au recunoscut talentul și l-au încurajat să scrie, dar el nu a continuat studiile, preferând în schimb să vândă ziare la intersecția străzilor South Norton Avenue și Olympic Boulevard. Cu privire la educația sa, Bradbury spunea:
„ Bibliotecile m-au crescut. Nu cred în colegii și universități. Cred în biblioteci, deoarece majoritatea studenților nu au bani. Când am absolvit liceul, eram în plină Criză și nu aveam bani. N-am putut urma colegiul, așa că timp de 10 ani am mers de trei ori pe săptămână la bibliotecă.”
Celor de la Paris Review le-a declarat: "Nu poți învăța să scrii în colegiu. E un loc nefast pentru scriitori, deoarece profesorii cred că știu mai multe ca tine - ceea ce este fals."
Bradbury a scris povestirea clasică The Fireman, care descrie un viitor în care cărțile sunt arse, într-o cameră de studiu a Bibliotecii Powel din cadrul UCLA, unde se închiriau mașini de scris. Având 25.000 de cuvinte, povestirea avea să fie rescrisă ulterior, devenind de două ori mai lungă și fiind publicată sub numele 451º Fahrenheit, autorul trebuind să scoată din buzunar 9,80$ pentru a plăti chiria de zece cenți pe jumătate de oră.

## Cariera
În 1934, când familia Bradbury s-a mutat în Los Angeles, California, Ray a urmat cursurile instituției Los Angeles High School, activând în cadrul clubului dramatic. În timp ce colinda prin Hollywood în speranța de a întâlni vedete, el s-a întâlnit și cu pionierul efectelor speciale Ray Harryhausen și vedeta de radio George Burns. Primii bani de pe urma scrisului i-a câștigat la 14 ani, când Burns l-a angajat să scrie pentru spectacolul radiofonic Burns and Allen.
În 1936, Bradbury a descoperit la un anticariat din Hollywood un fluturaș care făcea reclamă reuniunii Los Angeles Science Fiction Society. Încântat să afle că mai există și alte persoane cu aceleași preocupări ca și el, tânărul de șaisprezece ani s-a alăturat întâlnirilor de marți seara ale grupului.
Bradbury a început să trimită povestiri spre publicare, începând cu revista pulp Weird Tales, care i-a respins primul text. Un tânăr editor asistent de la revista Mademoiselle, Truman Capote, a reținut povestirea "Homecoming, care avea să câștige ulterior un loc în lista The O. Henry Prize Stories of 1947.
Imediat după absolvirea liceului, Bradbury l-a cunoscut pe Robert Heinlein, pe atunci în vârstă de 31 de ani. Bradbury își amintea acel moment: "Era bine-cunoscut și scria un SF umanist care m-a încurajat să abordez o scriitură umanistă, nu una mecanicistă."
Prima povestire publicată de el a fost"Hollerbochen's Dilemma", care a apărut în fanzinul Imagination! în ianuarie 1938. În luna iulie a anului următor, Forrest J. Ackerman i-a dat tânărului de numai 19 ani bani pentru a merge prima conferință mondială science fiction ținută la New York și a sponsorizat fanzinul lui Ray Bradbury Futuria Fantasia. Bradbury a scris majoritatea numerelor publicației care avea mai puțin de 100 de exemplare. Între anii 1941 și 1947 a colaborat la revista de film a lui Rob Wagner Script.
Respins de la serviciul militar în timpul celui de-Al Doilea Război Mondial din cauza problemelor de vedere, Ray Bradbury a fost liber să înceapă o carieră scriitoricească. Inspirat de eroii SF de genul lui Flash Gordon și Buck Rogers, în 1939 Bradbury a început să publice povestiri SF în fanzinele vremii. Forrest J. Ackerman l-a invitat sî se alăture organizației Los Angeles Science Fiction Society, care se întrunea în Clifton's Cafeteria din centrul Los Angelesului. Aici, el i-a întâlnit pe scriitorii Robert A. Heinlein, Emil Petaja, Fredric Brown, Henry Kuttner, Leigh Brackett și Jack Williamson.
Tot în 1939, Bradbury s-a alăturat organizației Laraine Day's Wilshire Players Guild, unde a scris și jucat în câteva piese timp de doi ani. Erau, după mărturisirea lui Bradbury, "atât de slabi" încât nu a mai scris piese dramatice timp de două decenii. Primul text remunerat al lui Bradbury, "Pendulum", a fost scrisă în colaborare cu Henry Hasse și a apărut în numărul din noiembrie 1941 al revistei pulp Super Science Stories, fiind plătită cu 15$.
La vârsta de 22 de ani, Bradbury a vândut povestirea "The Lake" pentru 13,75$ și a devenit scriitor full-time în 1942. Prima sa culegere de povestiri, Dark Carnival, a apărut în 1947 la Arkham House, o editură mică din Sauk City, Wisconsin, proprietatea lui August Derleth.
O întâlnire întâmplătoare într-o librărie din Los Angeles cu expatriatul britanic Christopher Isherwood i-a oferit lui Bradbury oportunitatea de a-i înmâna respectatului critic Cronicile marțiene, care i-a făcut o recenzie strălucitoare.
Catalogat la un moment dat ca fiind un "suprarealist din Midwest", el este etichetat în general ca scriitor SF, dar Bradbury a refuzat să fie inclus în vreo categorie:
„În primul rând eu nu scriu SF. Am scris doar o carte SF bazată pe realitate, și anume 451º  Fahrenheit. Titlul indică temperatura la care se aprinde hârtia. SF-ul descrie realitatea, fantezia descrie irealul. Ca atare, Cronicile marțiene nu sunt SF, ci o fantezie. Nu poate deveni realitate, înțelegeți? De aceea va rezista multă vreme - deoarece este mitologie greacă, iar miturile au puterea de a rezista.”
Cu altă ocazie, Bradbury a subliniat că romanul atinge problema alienării oamenilor de către media:
„Când lucram la romanul 451° Fahrenheit credeam că descriu o lume care poate deveni realitate în patru sau cinci decenii. Dar doar cu câteva săptămâni în urmă, într-o noapte, un cuplu a trecut pe lângă mine în Beverly Hills plimbându-și câinele. Am rămas cu ochii holbați la ei. Femeia avea într-o mână un radio nu mai mare decât un pachet de țigări, a cărui antenă tremura. Din aceasta ieșeau fire de cupru care mergeau către un con frumos realizat care intra în urechea ei dreaptă. Mergea ca o somnambulă, ignorând bărbatul și câinele, ascultând sunetele și șoaptele tragediei unei melodrame îndepărtate, ajutată să păstreze drumul de soțul care putea să nici nu fie acolo. Aceasta nu era ficțiune.”
În afara operelor de ficțiune, Bradbury a scris multe eseuri despre artă și cultură, atrăgând atenția criticii din domeniu. El a fost gazda serialului "The Ray Bradbury Theater", care conținea ecranizări ale povestirilor sale și a fost consultantul pavilionului american de la Târgul Mondial de la New York din 1964 și al expoziției originale găzduite de geosfera Spaceship Earth (Walt Disney).
În anii '80, Bradbury s-a concentrat mai mult asupra genului detective fiction.
Câțiva realizatori de benzi desenate au adaptat povestirile lui Bradbury, printre aceștia numărându-se EC Comics, care anunța periodic pe coperta numerelor din seria lor SF&H că în interior se află o adaptare a operei acestui autor. Printre adaptările Bd se numără Tales from the Crypt, Weird Science, Weird Fantasy, Crime Suspenstories, Haunt of Fear, precum și multe altele.
Bradbury a rămas un colaborator entuziast al teatrului, lăsând și în acest domeniu o moștenire bogată. Timp de mulți ani, Bradbury a condus compania teatrală Pandemonium din Los Angeles și a avut o colaborare de cinci ani cu Fremont Centre Theatre din South Pasadena.

## Viața personală

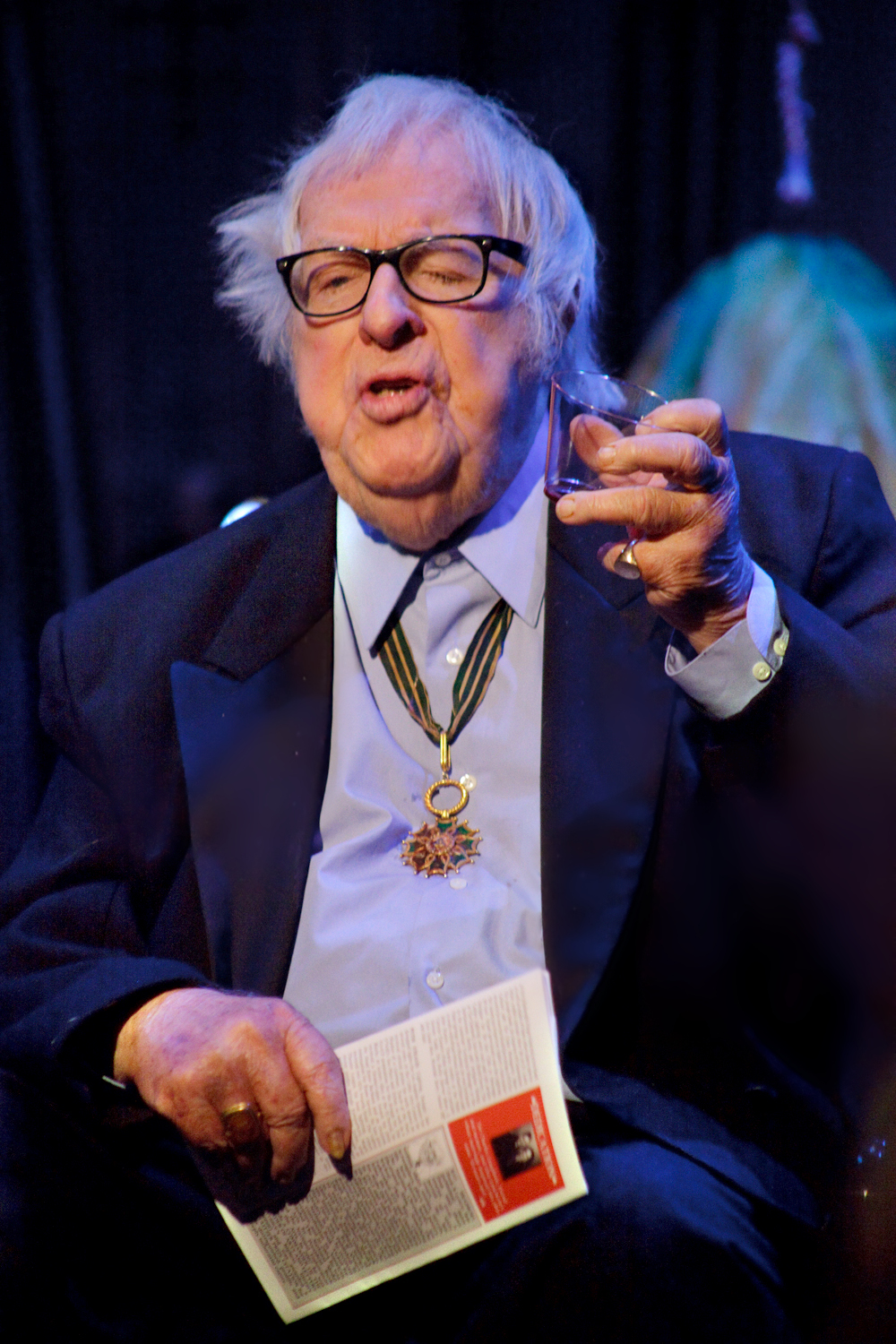
Bradbury în 2009

Ray Bradbury a fost căsătorit cu Marguerite McClure (16 ianuarie 1922 – 24 noiembrie 2003) din 1947 până la moartea ei; ei au avut patru fete: Susan, Ramona, Bettina și Alexandra. Bradbury nu și-a luat permisul auto și a stat împreună cu părinții până la vârsta de 27 de ani, când s-a căsătorit. Soția lui timp de cincizeci și șase de ani, Maggie – după cum o alinta el, a fost singura femeie din viața lui.
Bradbury a fost un apropiat al lui Charles Addams, care a ilustrat prima povestire a autorului despre familia Elliott, o familie din regiunea rurală a Illinois-ului similară familiei Addams. Prima povestire despre această familie a fost "Homecoming" și a apărut în 1964 în numărul de Halloween al revistei Mademoiselle. Bradbury și Addams au dorit să colaboreze pentru a povesti întreaga istorie a familiei, dar proiectul nu s-a materializat și, după cum se specifică într-un interviu din 2001, au mers fiecare pe drumul său. În octombrie 2001 Bradbury a publicat toate povestirile pe care le-a scris despre această familie într-o carte care conținea pasaje de legătură, From the Dust Returned, îmbrăcată într-o supracopertă pe care se regăsea ilustrația originală a lui Addams realizată pentru povestirea "Homecoming".
Alt prieten apropiat a fost animatorul Ray Harryhausen. În timpul decernării premiilor BAFTA din 2010, la omagierea împlinirii vârstei de 90 de ani de către Ray Harryhausen, Bradbury a rememorat prima lor întâlnire, petrecută în casa lui Forrest J Ackerman pe când aveau amândoi doar 18 ani. Ei au descoperit gustul comun pentru SF, King Kong, precum și pentru filmul The Fountainhead, regizat de King Vidor și scris de Ayn Rand, acesta constituind începutul prieteniei lor de o viață. Influențele timpurii i-au ajutat pe cei doi să capete încredere în ei și să aibă curajul să își urmeze căile pe care și le-au ales în viață. De la prima lor întâlnire, ei au luat legătura unul cu celălalt cel puțin o dată pe lună, împărtășind o prietenie de peste 70 de ani.
În ultimii ani, Bradbury și-a păstrat dedicarea și pasiunea, în ciuda a ceea ce el descria ca "devastarea bolii și morții multor prieteni buni". Printre peirderile care l-au afectat profund s-a numărat și moartea creatorului seriei Star Trek, Gene Roddenberry, care i-a fost prieten apropiat timp de aproape trei decenii, după ce acesta l-a rugat să scrie pentru Star Trek, lucru pe care Bradbury nu l-a făcut niciodată, comentând că "nu poate așeza ideile altora într-o formă sensibilă".
Bradbury a suferit un accident vascular cerebral în 1999, lucru care l-a lăsat parțial dependent de un scaun cu rotile pentru deplasare. El a continuat să scrie, printre creațiile sale din această perioadă numărându-se un eseu pe marginea surselor de inspirație ale textelor publicate în The New Yorker, apărut cu doar două săptămâni înaintea morții sale. Bradbury a apărut regulat la conferințele SF până în 2009, când s-a retras din circuit.
Bradbury a fost un susționător fervent al sistemului bibliotecilor publice și a ajutat la strângerea de fonduri pentru a împiedica închiderea din motive de reduceri bugetare a câtorva biblioteci din California. El a amintit din trecutul său că "bibliotecile m-au crescut " și că a evitat colegiile și universitățile, comparând lipsa sa de bani din timpul Crizei cu studenții contemporani săraci. El și-a exprimat scepticismul cu privire la tehnologia modernă opunându-se conversiei operei sale în cărți în format electronic și declarând că
„"Avem prea multe celulare. Avem prea mult internet. Trebuie să scăpăm de aceste mașinării. Acum avem prea multe mașinării."”
Când a venit vremea reînnoirii drepturilor de autor pentru 451º Fahrenheit în luna decembrie a anului 2011, Bradbury a acceptat ca opera să fie publicată în format electronic – cu condiția ca editorul, Simon & Schuster, să permită descărcarea ei de către orice patron de bibliotecă. Acesta a rămas singurul titlu din catalogul Simon & Schuster care are acest regim.
Bradbury a ales să fie înmormântat în cimitirul Westwood Village Memorial Park din Los Angeles, piatra sa funerară purtând inscripția "Autorul cărții 451º Fahrenheit ".

## Moartea
Bradbury a murit pe 5 iunie 2012 în Los Angeles, California, la vârsta de 91 de ani, după o lungă suferință.
Necrologul din The New York Times consemnează că Bradbury a fost "scriitorul răspunzător pentru acceptarea SF-ului modern în literatura mainstream." Los Angeles Times l-a creditat pe Bradbury cu abilitatea de "a scrie liric și de a evoca lumi imaginare pe care le-a ancorat aici și acum cu claritate vizuală și familiaritate". Nepotul lui Bradbury, Danny Karapetian, a declarat că opera lui Bradbury "a influențat mulți artiști, scriitori, profesori și savanți, ale căror povești este mereu o plăcere să le asculți". The Washington Post a punctat câteva tehnologii moderne pe care Bradbury le-a imaginat cu mult timp înainte în operele sale, cum ar fi ideea bancomatelor și a câștilor audio și Bluetooth din 451º Fahrenheit, sau conceptul inteligenței artificiale din I Sing the Body Electric]].
Câțiva fani celebri ai lui Bradbury i-au adus un omagiu autorului amintind influența operei acestuia asupra carierelor și creațiilor lor. Regizorul Steven Spielberg a declarat că Bradbury a fost "muza [lui] în marea parte a carierei [sale] SF... El este nemuritor în lumea SF-ului, fanteziei și imaginației". Scriitorul Neil Gaiman a fost de părere că "lumea ar fi fost mai săracă fără el", iar autorul Stephen King a postat pe site-ul său: "Ray Bradbury a scris trei romane grozave și trei sute de povestiri superbe. Una dintre acestea din urmă se numește 'Detunătura'. Sunetul pe care îl aud azi este acela al detunăturii iscate de sunetul pașilor unui uriaș care se îndepărtează. Dar romanele și povestirile rămân, iar ele rezonează o frumusețe ciudată."
Pe 6 iunie 2012, într-o declarație publică făcută de Biroul de Presă al Casei Albe, președintele Barack Obama a spus:
„"Vestea morții lui Ray Bradbury a adus în mintea multor americani imaginea operei sale, la care am avut acces de la o vârstă fragedă. Darul său de a istorisi a modelat cultura noastră și ne-a lărgit frontierele. Dar Ray și-a dat seama și de faptul că imaginația noastră poate fi folosită pentru o mai bună înțelegere, ca un vehicul al schimbării și al exprimării celor mai prețioase valori. Nu încape nicio îndoială că Ray va continua să inspire multe generații prin intermediul scrierilor sale, iar gândurile și rugăciunile noastre se îndreaptă către familia și prietenii săi."”

### Primul roman
În 1949, Bradbury și soția sa așteptau primul lor copil. Bradbury a luat autobuzul până la New York și s-a cazat la YMCA cu cincizeci de cenți pe noapte, apoi a vizitat editor după editor în încercarea de a-și publica povestirile, acțiune soldată cu un eșec. Chiar înainte de a porni înapoi spre casă, el a cinat cu un editor de la Doubleday. Când a menționat faptul că toți vor un roman, iar el nu are niciunul, editorul - al cărui nume era, prin coincidență, Walter Bradbury - l-a întrebat dacă povestirile nu pot fi legate laolaltă într-o culegere de povestiri. Acesta i-a dat și ideea titlului: "I-ai putea spune “Cronicile marțiene.” Bradbury a agreat ideea și și-a amintit că, în 1944, realizase schița unei cărți a cărei acțiune se petrecea pe Marte. A stat treaz întreaga noapte și a bătut la mașină o schiță a manuscrisului, pe care i-a înmânat-o a doua zi editorului de la Doubleday, care a citit-o și i-a înmânat un cec de șaptesute cincizeci de dolari. Când Bradbury a revenit la Los Angeles, a legat toate povestirile în ceea ce a devenit Cronicile marțiene.

### Intenția unui prim roman
Ceea ce avea să devină ulterior o culegere de povestiri și schițe, Summer Morning, Summer Night, se dorea a fi inițial primul roman al lui Ray Bradbury. Elementul central al operei, cel care avea să dea măsura umanismului prezent în opera lui Bradbury, era experiența acestuia legată de viața în micile orășele americane din inima țării.
În procesul evolutiv care a fost viața scriitorului, circumstanțele și alte proiecte au ocupat un loc principal. În iarna dintre anii 1955-56, după o discuție cu editorul său de la Doubleday, Bradbury a trimis un roman bazat pe Green Town, pseudonimul orașului copilăriei sale. Acesta avea să fie înlocuit cu șaptesprezece povestiri care, alături de alte trei aveau să fie legate laolaltă în capodopera din 1957 Dandelion Wine. În 2006, Bradbury a publicat romanul original rămas după scoaterea povestirilor, schimbându-i titlul în Farewell Summer. Cele două volume permit observarea muncii prin care Bradbury a creat două cărți dintr-una singură.
Au mai rămas anumite povestiri nepublicate, scene și fragmente pe care Bradbury le-a eliminat din ambele cărți. Cele mai importante dintre ele au fost adunate într-o nouă culegere de povestiri despre Green Town, care poartă titlul romanului inițial, Summer Morning, Summer Night, publicat în 2007.

## Adaptări

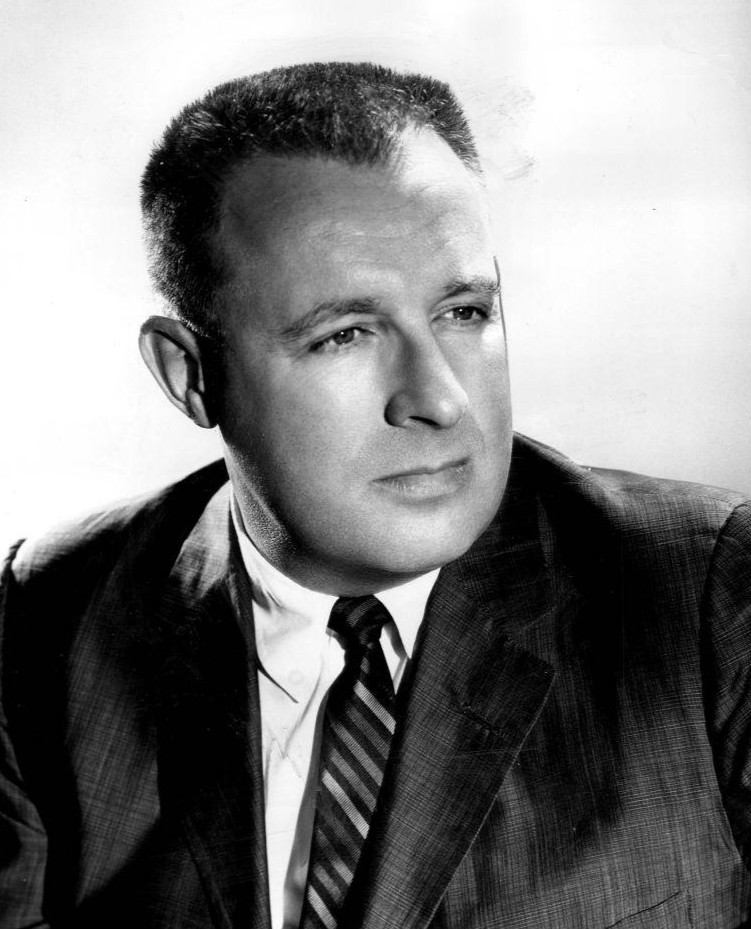
Bradbury în 1959, când unele dintre povestirile sale au fost ecranizate pentru spectacole de televiziune de genul Alfred Hitchcock Presents

Între 1951 și 1954, 27 dintre povestirile lui Bradbury au fost adaptate de Al Feldstein pentru EC Comics, iar 16 dintre acestea au fost antologate în The Autumn People (1965) și Tomorrow Midnight (1966), ambele publicate de Ballantine Books, ilustrația copertei fiind semnată de Frank Frazetta.
De asemenea, la începutul anilor '50, ecranizări ale povestirilor lui Bradbury au devenit parte a unor spectacole de televiziune printre care se numără Tales of Tomorrow, Lights Out, Out There, Suspense, CBS Television Workshop, Jane Wyman's Fireside Theatre, Star Tonight, Windows și Alfred Hitchcock Presents. "The Merry-Go-Round", o ecranizare de o jumătate de oră a povestirii "The Black Ferris" difuzată în Starlight Summer Theater în 1954 și Sneak Preview în 1956, a fost lăudată de Variety. În aceeași perioadă, unele povestiri au cunoscut adaptări radiofonice, unele în emisiuni SF de succes de genul Dimension X sau succesoarea ei, X Minus One.
Producătorul William Alland l-a adus pe Bradbury în cinematografe pentru prima dată în 1953 cu It Came from Outer Space, un scenariu al lui Harry Essex, dezvoltat după "Atomic Monster". Trei săptămâni mai târziu avea să fie lansat filmul lui Eugène Lourié The Beast from 20,000 Fathoms (1953), în care se întâlnește o scenă bazată pe "Fluierul de ceață", o povestirea lui Bradbury despre un monstru subacvatic care ia sunetul unui fluier de ceață drept chemarea la împerechere a unei femele. Prietenul lui Bradbury Ray Harryhausen a realizat animația cadru cu cadru a creaturii. Bradbury îi va întoarce ulterior favoarea scriind povestirea "Tyrannosaurus Rex", în care descrie un animator cadru cu cadru care seamănă cu Harryhausen. În următorii 50 de ani, peste 35 de spectacole și filme de televiziune au avut la bază povestiri sau scenarii scrise de Bradbury.
În 1953, regizorul John Huston l-a angajat pe Bradbury să scrie scenariul ecranizării romanului lui Melville Moby Dick, care îi avea pe Gregory Peck în rolul Căpitanului Captain Ahab, Richard Basehart în cel al lui Ishmael și Orson Welles în cel al Părintelui Mapple. O consecință a acestui film a constituit-o cartea lui Bradbury Green Shadows, White Whale, o relatare semi-fictivă a realizării filmului care cuprinde discuțiile dintre Bradbury și Huston, precum și perioada petrecută în Irlanda, unde au fost filmate scenele de exterior din New Bedford, Massachusetts.
Povestirea I Sing the Body Electric (din volumul cu același titlu) a fost ecranizată în spectacolul de televiziune Zona crepusculară, episodul fiind difuzat pentru prima dată pe 18 mai 1962.
În 1965, trei povestiri ale lui Bradbury au fost adaptate pentru teatru: "The Wonderful Ice Cream Suit", "The Day It Rained Forever" și "Device Out Of Time". Ultima povestire a fost preluată din volumul Dandelion Wine (1957). Piesele de teatru au avut premiera laCoronet Theater din Hollywood și i-au cuprins în distribuție pe Booth Coleman, Joby Baker, Fredric Villani, Arnold Lessing, Eddie Sallia, Keith Taylor, Richard Bull, Gene Otis Shane, Henry T. Delgado, F. Murray Abraham, Anne Loos și Len Lesser. Regia a fost semnată de Charles Rome Smith, compania producătoare fiind Pandemonium Productions.
Oskar Werner și Julie Christie au jucat în filmul Fahrenheit 451 (1966), o ecranizare a romanului lui Bradbury regizată de François Truffaut.
În 1966, Bradbury l-a ajutat pe Lynn Garrison să creeze AVIAN, o revistă specializată în aviație, pentru al cărei prim număr a scris o poezie – “Planes that land on grass”.
În 1969 a fost ecranizat Omul ilustrat, cu Rod Steiger, Claire Bloom și Robert Drivas în rolurile principale. Conținând doar prologul și trei povestiri din volum, filmul a fost destul de criticat.
Serialul de televiziune în trei episoade Cronicile marțiene l-a avut în distribuție pe Rock Hudson și a fost difuzat pentru prima oară de NBC în 1980. Bradbury a considerat serialul "pur și simplu plicticos ".
Filmul de televiziune din 1982 The Electric Grandmother s-a bazat pe povestirea lui Bradbury "I Sing the Body Electric".
Filmul horror din 1983 Something Wicked This Way Comes, cu Jason Robards și Jonathan Pryce, are la bază romanul omonim al lui Bradbury.
În 1984, Michael McDonough de la Brigham Young University a realizat împreună cu National Public Radio "Bradbury 13", o serie de 13 adaptări audio ale unor povestiri celebre scrise de Ray Bradbury. Dramatizarea a cuprins adaptări după "The Ravine", "Night Call, Collect", "Stepa", "There Was an Old Woman", "Caleidoscopul", "Dark They Were, and Golden-Eyed", "The Screaming Woman," "Detunătura", "The Man," "The Wind", "Vulpea și pădurea", "Aici sunt tigri" și "The Happiness Machine". Actorul Paul Frees a narat din fundal, în timp ce vocea de început i-a aparținut lui Bradbury; Greg Hansen și Roger Hoffman au realizat coloana sonoră. Seria a câștigat un premiu Peabody Award și două premii Gold Cindy, fiind lansate pe CD pe 1 mai 2010. Seria a început să fie difuzatî de BBC Radio 4 Extra pe 12 iunie 2011.
Între 1985 și 1992, Bradbury a fost gazda serialului de televiziune The Ray Bradbury Theater, care a cuprins ecranizări a 65 dintre povestirile sale. Fiecare episod începea cu Bradbury în biroul său privind diferite lucruri din viața sa care i-au dat ideea unor povestiri. În primele două sezoane, Bradbury a asigurat și vocea din fundal a fiecărei povestiri și a apărut pe ecran.
Cinci episoade ale serialului SF de televiziune sovietic ‘'This Fantastic World au ecranizat povestirile lui Ray Bradbury I Sing The Body Electric, 451º Fahrenheit, A Piece of Wood, To the Chicago Abyss și Forever and the Earth. În 1987 s-a filmat o adaptare sovietică a povestirii "Stepa".
Filmul din 1998 The Wonderful Ice Cream Suit, lansat de Touchstone Pictures, a fost scris de Ray Bradbury pornind de la povestirea sa "The Magic White Suit", publicată pentru prima dată în 1957 în The Saturday Evening Post. Povestirea mai fusese adaptată anterior într-o piesă, un muzical și o versiune televizată din 1958.
În 2002, piesa Fahrenheit 451 produsă de Bradbury cu Pandemonium Theatre Company la Burbank's Falcon Theatre a combinat jocul de scenă cu animație proiectată digital. În 1984, Telarium a lansat un joc pe Commodore 64 bazat pe 451º Fahrenheit . Bradbury și regizorul Charles Rome Smith au fondat împreună Pandemonium în 1964, jucând producția newyorkeză a piesei The World of Ray Bradbury (1964), o adaptare după "The Pedestrian", "Stepa", și "To the Chicago Abyss."
Filmul din 2005 A Sound of Thunder a pornit de la ideea poverstirii omonime (“Detunătura”). Filmul The Butterfly Effect este centrat pe aceeași teorie și conține multe referințe la sursa sa de inspirație. Scurt metrajele realizate după A Piece of Wood și The Small Assassin au fost lansate în 2005 și 2007.
În 2005 s-a afirmat că Bradbury ar fi fost deranjat de folosirea titlului Fahrenheit 9/11 de către Michael Moore pentru documentarul despre administrația Bush. Bradbury și-a exprimat nemulțumirea legată de titlul ales de Moore, declarând că aceasta nu are o motivație politică, în ciuda faptului că Bradbury era un simpatizant al conservatorilor politically. Bradbury a afirmat că nu își dorește cotă parte din banii realizați de film, pe care nici nu crede că i-ar merita. El a făcut presiuni asupra lui Moore pentru a modifica titlul, dar nu a avut succes. Moore i-a cerut scuze lui Bradbury cu două săptămâni înainte de lansarea filmului, argumentând că începuse campania de marketing a filmului cu multă vreme în urmă și era deja prea târziu ca să mai schimbe titlul.
În 2008, Roger Lay Jr. a produs filmul Ray Bradbury's Chrysalis pentru Urban Archipelago Films pornind de la povestirea omonimă. Filmul a câștigat un premiu la Festivalul Internațional Horror și SF din Phoenix. Filmul a fost distribuit pe plan internațional de Arsenal Pictures, iar distribuția pe DVD a aparținut celor de la Lightning Entertainment.
În 2010, Cronicile marțiene au fost adaptate pentru radio de Colonial Radio Theatre.
Opera și abordarea literară a lui Bradbury au fost prezentate în documentarul lui Terry Sanders Ray Bradbury: Story of a Writer (1963).

## Premii și distincții
- Premiul Ray Bradbury, oferit de Science Fiction and Fantasy Writers of America pentru scenarii de film, a primit numele în cinstea lui Bradbury.
- Pentru contribuția adusă industriei filmului, Ray Bradbury a primit o stea pe Hollywood Walk of Fame la numărul 6644 de pe Hollywood Blvd.[106]
- În 1971, un crater de impact de pe Lună a fost numit "Craterul Dandelion" de către astronauții misiunii Apollo 15, în amintirea romanului lui Bradbury Dandelion Wine.
- Parcul Ray Bradbury a fost inaugurat în 1990 în Waukegan, Illinois, autorul fiind prezent la ceremonia de tăiere a panglicii. Parcul conține locații descrise în Dandelion Wine, principala atracție fiind scara cu 113 trepte. În 2009 a fost adăugat un panou realizat de artistul Michael Pavelich, care relatează biografia lui Ray Bradbury și istoria parcului.[107]
- Un asteroid descoperit în 1992 a fost numit "9766 Bradbury".
- În 1994, Bradbury a primit premiul Peggy V. Helmerich Distinguished Author, oferit anual de Tulsa Library Trust.
- În 1994 a câștigat Premiul Emmy pentru scenariul filmului The Halloween Tree.
- În anul 2000 a primit premiul Medal for Distinguished Contribution to American Letters din partea National Book Foundation.[108]
- În 2003 i s-a decernat un doctorat onorific din partea Universității Woodbury. Bradbury oferea anual la Woodbury premiul de creativitate Ray Bradbury, printre laureați numprându-se sculptorul Robert Graham, actrița Anjelica Huston, editorul de la Cosmopolitan Helen Gurley Brown, regizorul Irvin Kershner, umoristul Stan Freberg și arhitectul Jon A. Jerde.[109]
- Pe 17 noiembrie 2004, președintele George W. Bush împreună cu soția sa, Laura Bush i-au decernat lui Bradbury premiul National Medal of Arts.[110]
- Bradbury a primit premiul World Fantasyși premiul Bram Stoker pentru contribuția de o viață, premiul memorial Damon Knight Grand Master, premiul SF Hall of Fame Living Inductee și premiul First Fandom.[111]
- Pentru romanul 451º Fahrenheit i-a fost decernat premiul Prometheus.
- Pe 14 aprilie 2007, Bradbury a primit premiul Sir Arthur Clarke Award, la secțiunea Premiul Special oferită de Clarke unei personalități alese de el.
- Pe 16 aprilie 2007, Bradbury a fost nominalizat la premiul Pulitzer "pentru cariera sa distinsă, prolifică și extrem de influentă ca autor fără pereche de SF și fantasy".[112]
- În 2007, Bradbury a primit medalia Ordre des Arts et des Lettres.[113]
- În 2008, a fost numit Grandmaster al Science Fiction Poetry Association.[114]
- În 2009, Ray Bradbury a fost distins cu un doctorat onorific de către Columbia College Chicago.[115]
- În 2010, premiul Scream oferit de Spike TV cu ocazia Comic-Con-ului a fost înmânat lui Ray Bradbury

În 2012, locul aterizării roverului NASA pe Marte a primit denumirea Bradbury Landing.

## Diverse
- În 2012, producătorul canadian de muzică electronică deadmau5 a lansat un single intitulat ”The Veldt”, bazat pe povestirea lui Bradbury.
- În seria fantasy Guardians of Ga'Hoole, Bradbury și opera sa sunt menționate în ultimele cărți ale lui Bess, fiica lui Grimble.